# Bamberští symfonikové
Bamberští symfonikové – Bavorská státní filharmonie, německy Bamberger Symphoniker – Bayerische Staatsphilharmonie jsou symfonický orchestr působící v bavorském městě Bamberk a v současnosti patří v Německu, co se týče platové stupnice pro hudebníky, do nejvyšší kategorie A. Časopis Focus zařadil tento orchester v lednu 2009 v pořadí nejlepších německých symfonických těles na šesté místo.

## Dějiny orchestru

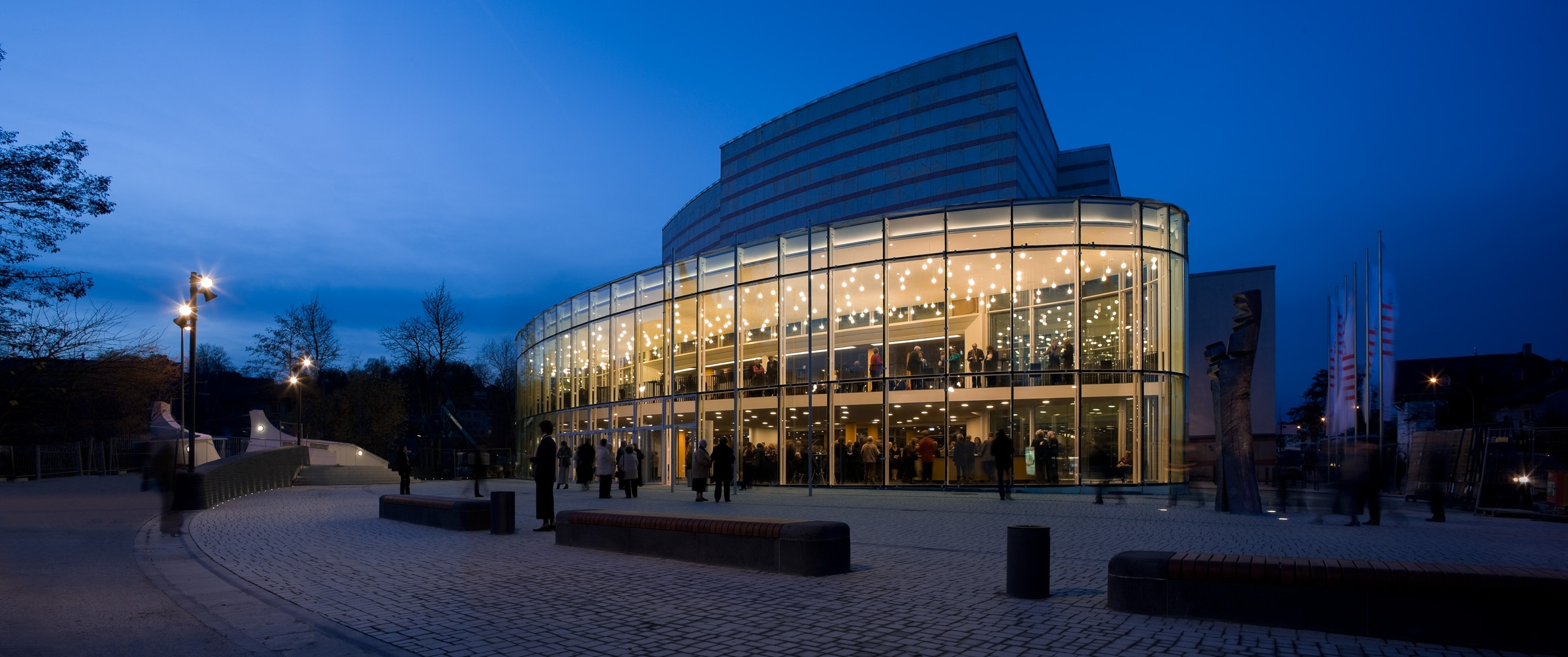
Konzerthalle Bamberg, domov Bamberských symfoniků – Bavorské státní filharmonie

### Joseph Keilberth
Orchestr vznikl v roce 1946, přičemž mnoho jeho hudebníků přišlo do Bamberku z Prahy, kde předtím působili v Německé filharmonii. Úvodní koncert orchestru (tehdy pod jiným názvem) se konal v březnu 1946. První šéfdirigent bamberského orchestru Joseph Keilberth (* 1908, † 1968) řídil od roku 1940 do roku 1945 zmíněný německý orchestr v Praze. Po krátkých angažmá v různých německých městech byl od roku 1950 až do své smrti v roce 1968 hybnou silou vzestupu Bamberských symfoniků jako významného orchestru.

### Jakub Hrůša
Na podzim 2016 se český maestro Jakub Hrůša stal novým, v pořadí pátým šéfdirigentem v historii Bamberských symfoniků. Uvedl se několika úspěšnými koncerty.
Bezprostředním Hrůšovým předchůdcem v Bamberku byl Angličan Jonathan Nott.